# Minas do Sul
Minas do Sul foi um jornal separatista sul-mineiro de Campanha que circulou entre 19 de fevereiro de 1892 até 1894, defendendo a criação do estado de Minas do Sul. Todos os atos e resoluções da Junta Governativa que governava o Sul de Minas Gerais desde 31 de janeiro de 1892 eram publicados com caráter legislativo. Seu redator-chefe era o tabelião José Luiz Pompeu da Silva, contando com colaboração de José Braz Cesarino e Jonas Olyntho, além do de parte da imprensa regional. O periódico também fazia a propaganda divisionista, ao mesmo tempo em que buscava e publicava o apoio recebido de outras cidades do Sul de Minas e combatia os rivais dos ideais separatistas.
No artigo-manifesto de 1892 publicado pelo Minas do Sul, enfatiza-se que a criação do novo estado é a realização de um projeto histórico travado nos últimos cinquenta anos (referente à província de Minas do Sul), pois “assim o quiseram sempre, assim o queremos ainda hoje, nós os contemporâneos e todas as gerações que nos precederam”. Além do discurso de abandono do governo central do estado de Minas Gerais, os separatistas acrescentam sobre a necessidade de desmembrar-se o território mineiro para assegurar o equilíbrio federativo dos Estados Unidos do Brasil, pois esta Unidade teria se transformado num “monstro político e administrativo” com seus três milhões e meio de habitantes, o que representava a quarta parte dos brasileiros. De acordo com o artigo-manifesto, unidades federativas muito extensas, como Minas Gerais, colocariam em perigo a República.